# Sho shogi
Shō shōgi (小将 棋 'Tiểu Tướng Kỳ') là một dạng shogi (cờ tướng Nhật Bản) từ thế kỷ 16, và là tiền thân của shogi hiện đại. Nó được chơi trên một bảng 9 × 9 với cách thiết lập tương tự như trong shogi hiện đại, ngoại trừ việc có thêm một quân cờ đứng trước mặt quân vua: một quân Túy tượng phong thành Thái tử, tức là quân Vua thứ hai. Mặc dù 9 × 9 có vẻ không phải là 'nhỏ', nhưng nó nhỏ hơn các biến thể shogi khác phổ biến vào thời điểm đó, đó là chu shogi và dai shogi. Theo Sho Shōgi Zushiki, quân Túy tượng đã bị Hoàng đế Go-Nara (trị vì 1526–1557) loại bỏ, và người ta cho rằng quy tắc thả quân đã được đưa ra cùng thời điểm, tạo ra bộ môn shogi như chúng ta đã biết ngày nay.

## Luật chơi

### Mục tiêu
Mục tiêu của trò chơi là bắt quân Vua hoặc quân Thái Tử (Túy Tượng phong cấp) của đối phương hoặc bắt hết các quân của đối phương và chỉ để lại Vua hoặc Thái Tử của đối phương.

### Các quân cờ
2 người chơi, Đen (Tiên Thủ) và Trắng (Hậu Thủ) choi trên một bàn cờ có 9 hàng và 9 cột, các ô không phân biệt màu sắc.
Mỗi người chơi có 21 quân cờ có kích thước tương đối giống nhau, bao gồm (Xếp theo thứ tự từ giá trị lớn nhất đến nhỏ nhất):
- 1 Vua
- 1 Túy Tượng
- 1 Phi Xa
- 1 Giác hành
- 2 Kim Tướng
- 2 Ngân Tướng
- 2 Quế Mã
- 2 Hương Xa
- 9 Bộ binh

Mỗi quân có tên  gồm 2 chữ Kanji viết bằng chữ mực đen trên mặt quân.
Quân cờ của 2 người chơi không phân biệt màu sắc mà được phân biệt theo hướng, nhìn hướng có thể biết được quân đó thuộc về bên nào.
Sau đây là bảng tên các quân với chữ Nhật tương ứng. Tên viết tắt dùng trong việc bình luận và ghi chép ván cờ.
| Kanji  | Rōmaji   | Viết tắt        | Hán-Việt    | Nghĩa         |
| ------ | -------- | --------------- | ----------- | ------------- |
| 玉将   | gyokushō | 玉 (gyoku)      | Ngọc tướng  | Tướng ngọc    |
| 王将   | ōshō     | 王 (ō)          | Vương tướng | Tướng vua     |
| 西卆象 | suizō    | 西卆            | Túy Tượng   | Voi say sỉn   |
| 太子   | taisha   | 子              | Thái Tử     | Thái Tử       |
| 飛車   | hisha    | 飛 (hi)         | Phi xa      | Xe bay        |
| 龍王   | ryūō     | 龍 or 竜* (ryū) | Long vương  | Vua rồng      |
| 角行   | kakugyō  | 角 (kaku)       | Giác hành   | Di chuyển góc |
| 龍馬   | ryūma    | 馬 (uma)        | Long mã     | Ngựa rồng     |
| 金将   | kinshō   | 金 (kin)        | Kim tướng   | Tướng vàng    |
| 錕将   | ginshō   | 錕              | Ngân tướng  | Tướng bạc     |
| 成銀   | narigin  | 全              | Thành ngân  | Thành bạc     |
| 桂馬   | keima    | 桂 (kei)        | Quế mã      | Ngựa quế      |
| 成桂   | narikei  | 圭 hoặc 今      | Thành quế   | Thành quế     |
| 香車   | kyōsha   | 香 (kyō)        | Hương xa    | Xe hương      |
| 成香   | narikyō  | 杏 hoặc 仝      | Thành hương | Thành hương   |
| 歩兵   | fuhyō    | 歩 (fu)         | Bộ binh     | Lính bộ       |
| と金   | tokin    | と (to)         | ? kim       | Thành vàng    |

#### Thiết lập bàn cờ
| 9     | 8     | 7     | 6     | 5     | 4     | 3     | 2     | 1     |    |
| ----- | ----- | ----- | ----- | ----- | ----- | ----- | ----- | ----- | -- |
| 香 車 | 桂 馬 | 銀 将 | 金 将 | 王 将 | 金 将 | 銀 将 | 桂 馬 | 香 車 | 一 |
|       | 飛 車 |       |       | 酔 象 |       |       | 角 行 |       | 二 |
| 歩 兵 | 歩 兵 | 歩 兵 | 歩 兵 | 歩 兵 | 歩 兵 | 歩 兵 | 歩 兵 | 歩 兵 | 三 |
|       |       |       |       |       |       |       |       |       | 四 |
|       |       |       |       |       |       |       |       |       | 五 |
|       |       |       |       |       |       |       |       |       | 六 |
| 歩 兵 | 歩 兵 | 歩 兵 | 歩 兵 | 歩 兵 | 歩 兵 | 歩 兵 | 歩 兵 | 歩 兵 | 七 |
|       | 角 行 |       |       | 酔 象 |       |       | 飛 車 |       | 八 |
| 香 車 | 桂 馬 | 銀 将 | 金 将 | 玉 将 | 金 将 | 銀 将 | 桂 馬 | 香 車 | 九 |

Mỗi bên đặt quân cờ của mình vào các vị trí được hiển thị bên dưới, hướng về phía đối thủ.
- Hàng gần người chơi nhất:  Vua được đặt trong cột trung tâm  Hai quân Kim tướng được đặt các cột liền kề vói Vua.  Hai quân Ngân tướng được đặt liền kề với mỗi quân Kim tướng.  Hai quân Quế mã được đặt liền kề với mỗi quân tướng bạc.  Hai quân Hương xa được đặt ở các góc, liền kề với mỗi quân Quế mã.
- Ở hàng thứ hai, mỗi người chơi đặt:  Quân giác hành cùng cột với quân Quế mã bên trái của người chơi.  Quân Phi xa cùng cột với quân Quế mã bên phải của người chơi.  Quân Túy tượng cùng cột với quân Vua, đứng trước mặt quân Vua.
- Ở hàng thứ ba, mỗi người chơi đặt chín quân Bộ binh phủ kín hàng thứ ba, tính từ hàng thấp nhất theo hướng của người chơi.

### Lối chơi
Các người chơi luân phiên nhau di chuyển, Đen đi trước. (Thuật ngữ truyền thống 'đen' và 'trắng' được sử dụng để phân biệt các bên trong khi thảo luận về trò chơi, nhưng không còn mang tính mô tả theo nghĩa đen nữa.) Một nước đi bao gồm việc di chuyển một quân duy nhất trên bàn cờ và có khả năng phong cấp quân đó thành quân cờ mạnh hơn hoặc dịch chuyển (bắt) một quân cờ của đối thủ, và loại ra khỏi bàn cờ. Mỗi tùy chọn này được trình bày chi tiết bên dưới.

### Di chuyển và ăn quân
Một quân cờ của đối thủ bị bắt bằng cách thế chỗ: Nghĩa là, nếu một quân cờ di chuyển đến một ô vuông bị quân cờ của đối phương chiếm giữ, quân cờ đó sẽ bị thế chỗ và bị loại bỏ khỏi bàn cờ. Một quân cờ không thể di chuyển đến một ô vuông do quân cờ của mình chiếm giữ (nghĩa là không thể chồng lên các quân cờ của mình).
Mỗi quân cờ trên bàn cờ di chuyển theo một quy tắc đặc trưng. Các quân cờ di chuyển theo phương trực giao (nghĩa là tiến, lùi, trái hoặc phải, theo hướng của một trong các nhánh của dấu cộng, +) hoặc theo đường chéo (theo hướng của một trong các nhánh của dấu nhân, ×). Quế mã là một ngoại lệ ở chỗ nó không di chuyển theo đường thẳng.
Nếu một quân Hương xa hoặc con Bộ binh, quân cờ không thể rút lui hoặc di chuyển sang một bên, tiến đến hàng xa nhất của bàn cờ cho đến khi nó không thể di chuyển được nữa, nó buộc phải thăng cấp.
Một số quân cờ có khả năng thực hiện một số kiểu chuyển động, với kiểu chuyển động thường xuyên nhất tùy thuộc vào hướng di chuyển của chúng. Các kiểu chuyển động là:

#### Di chuyển từng ô một
Một số quân cờ chỉ di chuyển một ô vuông tại mỗi nước đi. (Nếu quân cờ của mình chiếm một ô vuông liền kề, quân cờ này có thể không di chuyển theo hướng đó; nếu quân cờ của đối thủ ở đó, nó có thể bị thế chỗ và bị loại bỏ khỏi bàn cờ.)
Các quân di chuyển theo kiểu này là Vua, Túy tượng, Kim tướng, Ngân tướng, và chính con Bộ binh của mỗi bên.

#### Nhảy đến ô vuông không liền kề
Quế mã có thể nhảy, nghĩa là nó có thể vượt qua bất kỳ quân cờ nào xen vào, của cả hai bên, mà không ảnh hưởng đến quân cờ của cả hai.

#### Di chuyển không giới hạn ô
Quân Giác hành và Phi xa có thể di chuyển bất kỳ số ô vuông trống nào dọc theo một đường thẳng hoặc đường chéo, chỉ giới hạn bởi cạnh của bàn cờ, riêng quân Hương xa chỉ có thể tiến tùy ý thẳng về phía trước. Nếu một quân cờ của đối thủ xen vào, nó có thể bị bắt bằng cách di chuyển đến ô vuông đó và loại bỏ nó khỏi bàn cờ. Quân cờ di chuyển theo kiểu này phải dừng lại ở nơi nó bắt được, và không thể nhảy qua một quân cờ đang cản đường của nó. Nếu một quân cờ của cùng bên chen vào, quân cờ đang di chuyển bị giới hạn trong khoảng cách dừng ngắn hơn quân cờ xen kẽ; nếu quân đó đứng liền kề, thì hoàn toàn không thể di chuyển theo hướng đó.

### Phong cấp
Khu vực phong cấp của người chơi bao gồm ba hàng xa nhất, ở hàng ban đầu của quân Bộ binh của đối thủ và xa hơn nữa (nghĩa là lãnh thổ của đối thủ lúc thiết lập bàn cờ). Nếu một quân cờ đến được khu vực phong cấp, bao gồm cả việc di chuyển vào, ra hoặc di chuyển trong khu vực, thì người chơi đó có thể chọn phong cấp quân cờ đó vào cuối lượt. Việc phong cấp được thực hiện bằng cách lật quân cờ lại sau khi nó di chuyển, để lộ tên của quân cờ được phong cấp.
Phong cấp một quân cờ có tác dụng thay đổi cách di chuyển của quân cờ đó cho đến khi nó bị loại bỏ khỏi bàn cờ. Nội dung phong cấp cho các quân cờ như sau:
- Vua hoặc Kim tướng không thể thăng cấp, cũng như các quân cờ đã được thăng cấp khác.
- Ngân tướng, Quế mã, Hương xa và Bộ binh khi được thăng cấp, sẽ được phong cấp thành Kim tướng.
- Quân Túy tượng, Giác hành, Phi xa khi được thăng cấp, vẫn giữ chuyển động bình thường và có khả năng di chuyển một ô vuông theo bất kỳ hướng nào (giống như quân Vua). Điều này có nghĩa là bây giờ Giác hành có thể đến bất kỳ ô vuông nào trên bàn cờ, với đủ nước đi.
- Nếu một quân Bộ binh, Quế mã hoặc Hương xa đi đến hàng xa nhất, nó phải được phong cấp, vì nếu không nó sẽ không còn nước đi nào hợp lệ trong các lượt đi tiếp theo.

### Bảng di chuyển của các quân cờ
| Mô tả |                                                                         |
| ○     | Đi đến một trong tám ô vuông tám ô vuông bất kỳ bên cạnh                |
| ☆     | Nhảy đến một ô vuông không liền kề, vượt qua bất kỳ quân cờ nào xen vào |
| │     | Đi dọc theo một đường thẳng, đi đến bất kỳ số ô vuông trống nào         |
| ─     | Đi dọc theo một đường thẳng, đi đến bất kỳ số ô vuông trống nào         |
| ╲     | Đi dọc theo một đường thẳng, đi đến bất kỳ số ô vuông trống nào         |
| ╱     | Đi dọc theo một đường thẳng, đi đến bất kỳ số ô vuông trống nào         |

|  |   |    |   |  |
|  | ○ | ○  | ○ |  |
|  | ○ | 王 | ○ |  |
|  | ○ | ○  | ○ |  |
|  |   |    |   |  |

|  |   |    |   |  |
|  | ○ | ○  | ○ |  |
|  | ○ | 酔 | ○ |  |
|  | ○ |    | ○ |  |
|  |   |    |   |  |

|  |   |    |   |  |
|  | ○ | ○  | ○ |  |
|  | ○ | 太 | ○ |  |
|  | ○ | ○  | ○ |  |
|  |   |    |   |  |

|   |   | │  |   |   |
|   |   | │  |   |   |
| ─ | ─ | 飛 | ─ | ─ |
|   |   | │  |   |   |
|   |   | │  |   |   |

|   |   | │  |   |   |
|   | ○ | │  | ○ |   |
| ─ | ─ | 龍 | ─ | ─ |
|   | ○ | │  | ○ |   |
|   |   | │  |   |   |

| ╲ |   |    |   | ╱ |
|   | ╲ |    | ╱ |   |
|   |   | 角 |   |   |
|   | ╱ |    | ╲ |   |
| ╱ |   |    |   | ╲ |

| ╲ |   |    |   | ╱ |
|   | ╲ | ○  | ╱ |   |
|   | ○ | 馬 | ○ |   |
|   | ╱ | ○  | ╲ |   |
| ╱ |   |    |   | ╲ |

|  |   |    |   |  |
|  | ○ | ○  | ○ |  |
|  | ○ | 金 | ○ |  |
|  |   | ○  |   |  |
|  |   |    |   |  |

|  |   |    |   |  |
|  | ○ | ○  | ○ |  |
|  |   | 銀 |   |  |
|  | ○ |    | ○ |  |
|  |   |    |   |  |

|  |   |    |   |  |
|  | ○ | ○  | ○ |  |
|  | ○ | 全 | ○ |  |
|  |   | ○  |   |  |
|  |   |    |   |  |

|  | ☆ |    | ☆ |  |
|  |   |    |   |  |
|  |   | 桂 |   |  |
|  |   |    |   |  |
|  |   |    |   |  |

|  |   |    |   |  |
|  | ○ | ○  | ○ |  |
|  | ○ | 圭 | ○ |  |
|  |   | ○  |   |  |
|  |   |    |   |  |

|  |  | │  |  |  |
|  |  | │  |  |  |
|  |  | 香 |  |  |
|  |  |    |  |  |
|  |  |    |  |  |

|  |   |    |   |  |
|  | ○ | ○  | ○ |  |
|  | ○ | 杏 | ○ |  |
|  |   | ○  |   |  |
|  |   |    |   |  |

|  |  |    |  |  |
|  |  | ○  |  |  |
|  |  | 歩 |  |  |
|  |  |    |  |  |
|  |  |    |  |  |

|  |   |    |   |  |
|  | ○ | ○  | ○ |  |
|  | ○ | と | ○ |  |
|  |   | ○  |   |  |
|  |   |    |   |  |

### Chiếu và chiếu hết
Khi một người chơi thực hiện một nước đi sao cho có thể bắt được Vua hoặc Thái tử của đối phương ở nước đi sau, nước đi đó được coi là chiếu Vua hoặc Thái tử; Vua hoặc Thái tử của đối thủ được cho là đang bị chiếu. Nếu Vua hoặc Thái tử của đối thủ đang bị chiếu và không có nước đi hợp lệ nào của đối thủ đó sẽ khiến Vua hoặc Thái tử thoát khỏi việc bị chiếu, thì nước đi đó cũng là chiếu hết và nguòi chơi có thể giành chiến thắng trong ván đấu một cách hiệu quả.
Người chơi không được phép thực hiện phép chiếu vĩnh viễn.

### Kết thúc ván đấu
Người chơi bắt được vua và thái tử của đối thủ (nếu có mặt) sẽ thắng trò chơi. Trong thực tế, điều này hiếm khi xảy ra, vì một người chơi sẽ đầu hàng khi bị chiếu hết, ngược lại khi thua là không thể tránh khỏi.
Người chơi thực hiện một nước đi sai luật sẽ thua ngay lập tức. (Quy tắc này có thể được nới lỏng trong các ván đấu thông thường.)
Có một cách khác có thể (nhưng khá phổ biến) để trò chơi kết thúc: lặp lại nước đi (千 日 手 sennichite). Nếu thực hiện nước đi lặp lại cùng với đối thủ quá bốn lần, thì ván đấu sẽ bị xử hòa. (Tuy nhiên, hãy nhớ lại việc cấm thực hiện phép chiếu vĩnh viễn.)